# Cratere Bunnik
Bunnik  è un cratere sulla superficie di Marte.